# Holiday Wishes
Holiday Wishes è un album in studio natalizio della cantante e attrice statunitense Idina Menzel, pubblicato nel 2014.
Nel Regno Unito il disco è uscito con il titolo Christmas Wishes, mentre in Giappone è stato diffuso con il titolo Snow Wishes.

## Tracce
1. Do You Hear What I Hear – 3:45 (Noel Regney, Gloria Shayne Baker)
2. The Christmas Song – 3:32 (Bob Wells, Mel Tormé)
3. Baby, It's Cold Outside (duetto con Michael Bublé) – 2:46 (Frank Loesser)
4. Have Yourself a Merry Little Christmas – 5:43 (Ralph Blane, Hugh Martin)
5. All I Want for Christmas Is You – 5:12 (Mariah Carey, Walter Afanasieff)
6. What Are You Doing New Year's Eve? – 4:36 (Loesser)
7. December Prayer – 4:50 (Afanasieff, Idina Menzel, Charlie Midnight)
8. When You Wish Upon a Star – 3:00 (Leigh Harline, Ned Washington)
9. Silent Night – 4:30 (Franz Xaver Gruber, Joseph Mohr)
10. River – 4:01 (Joni Mitchell)
11. Holly Jolly Christmas – 2:27 (Johnny Marks)
12. White Christmas – 4:12 (Irving Berlin)

Holiday Wishes / Christmas Wishes – Edizione Deluxe (bonus tracks)
1. Mother's Spiritual – 4:19 (Laura Nyro)
2. Let It Snow, Let It Snow, Let It Snow – 2:41 (Sammy Cahn, Jule Styne)

Snow Wishes – Edizione giapponese
1. Do You Hear What I Hear – 3:45 (Noel Regney, Gloria Shayne Baker)
2. The Christmas Song – 3:32 (Bob Wells, Mel Tormé)
3. Christmas Eve (bonus track) – 3:38 (Tatsuro Yamashita, Alan O'Day)
4. Baby It's Cold Outside (duetto con Michael Bublé) – 2:46 (Frank Loesser)
5. Have Yourself a Merry Little Christmas – 5:43 (Ralph Blane, Hugh Martin)
6. All I Want for Christmas Is You – 5:12 (Mariah Carey, Walter Afanasieff)
7. What Are You Doing New Year's Eve? – 4:36 (Loesser)
8. December Prayer – 4:50 (Afanasieff, Idina Menzel, Charlie Midnight)
9. When You Wish Upon a Star – 3:00 (Leigh Harline, Ned Washington)
10. Silent Night – 4:30 (Franz Xaver Gruber, Joseph Mohr)
11. River – 4:01 (Joni Mitchell)
12. Holly Jolly Christmas – 2:27 (Johnny Marks)
13. White Christmas – 4:12 (Irving Berlin)
14. Mother's Spiritual – 4:19 (Laura Nyro)
15. Let It Snow, Let It Snow, Let It Snow – 2:41 (Sammy Cahn, Jule Styne)